# 트랜스아방가르드
트랜스아방가르드(Transavantgarde, Transavanguardia)는 1970년대 말, 1980년대에 이탈리아와 서부 유럽의 나머지 지역을 휩쓴 운동인 신표현주의의 이탈리아 버전이다. 트랜스아방가르드라는 용어는 이탈리아의 예술 평론가 Achille Bonito Oliva에 의해 만들어졌으며 이는 베네치아 비엔날레의 "Aperto '80"에서 기원하였으며, 문자 그대로 해석하면 "아방가르드를 넘어서"이다.